# نئوبانک
نئوبانک (انگلیسی: Neobank)، نوعی بانک دیجیتالی است که توسط استارت‌آپ‌های فعال در حوزه تکنولوژی‌های مالی راه اندازی می‌شود، هیچ شعبه فیزیکی ندارد، کاملاً آنلاین بوده و تنها راه ارتباطی با گوشی است. از سال ۲۰۱۵ برای نخستین بار در انگلیس بود که نئوبانک‌ها پا به عرضه گذاشتند. اصطلاح نئوبانک تقریباً از سال ۲۰۱۶ و با مجوز گرفتن استارلینگ در انگلستان، به صورت جدی بر سر زبان‌ها افتاد. در ایران نیز با تصویب آیین‌نامه تأسیس و فعالیت بانک‌های مجازی در سال ۱۳۹۰، بستر فعالیت نئوبانک‌ها در کشور فراهم شد. طبق تحقیقات صورت گرفته ارزش کل بازار نئوبانک در سال ۲۰۱۸ حدود ۱۸ میلیارد دلار بوده و تا سال ۲۰۲۶ به ۳۹۴ میلیارد دلار خواهد رسید.

## گستردگی
طی پنج سال گذشته، افزایش سرمایه و تعداد مشتریان نئوبانک‌ها به حدی بوده‌است که تا امروز بیش از ۱۵ مؤسسه در انگلیس مجوز تأسیس نئوبانک را دریافت کرده‌اند و یک‌سوم رشد درآمد در این کشور را به خود اختصاص داده‌اند. در حال حاضر حدود ۹ درصد از بزرگسالان و ۱۵ درصد از افراد ۱۸ تا ۲۳ ساله بریتانیایی دارای یک حساب در نئوبانک‌ها هستند. البته علاوه بر انگلستان، مشتریان بانکی در بسیاری از دیگر کشورهای اروپایی، آمریکا و حتی هند، امکان استفاده از این ساختار مدرن بانکی را برای مرودات مالی و پولی خود دارند. طبق تحقیقات صورت گرفته ارزش کل بازار نئوبانک در سال ۲۰۱۸ حدود ۱۸ میلیارد دلار بوده و تا سال ۲۰۲۶ به ۳۹۴ میلیارد دلار خواهد رسید.